# Campeonato Mundial de Bobsleigh y Skeleton de 2024
El LXVII Campeonato Mundial de Bobsleigh y Skeleton se celebró en la localidad de Winterberg (Alemania) entre el 21 de febrero y el 3 de marzo de 2024 bajo la organización de la Federación Internacional de Bobsleigh y Skeleton (FIBT) y la Federación Alemana de Bobsleigh y Skeleton.
Las competiciones se realizaron en el Canal de Bobsleigh de Winterberg.

## Bobsleigh
| Evento                      | Oro                                                                                            | Plata                                                                                      | Bronce                                                                            |
| --------------------------- | ---------------------------------------------------------------------------------------------- | ------------------------------------------------------------------------------------------ | --------------------------------------------------------------------------------- |
| Masculino doble (25.02)     | Francesco Friedrich · Alexander Schüller · Alemania · 3:38,27                                  | Adam Ammour · Issam Ammour · Alemania · 3:38,61                                            | Johannes Lochner · Georg Fleischhauer · Alemania · 3:38,74                        |
| Masculino cuádruple (03.03) | Francesco Friedrich · Thorsten Margis · Alexander Schüller · Felix Straub · Alemania · 3:34,10 | Johannes Lochner · Florian Bauer · Erec Bruckert · Georg Fleischhauer · Alemania · 3:34,98 | Adam Ammour · Issam Ammour · Benedikt Hertel · Rupert Schenk · Alemania · 3:35,31 |
| Femenino individual (25.02) | Laura Nolte · Alemania · 3:54,77                                                               | Elana Meyers Taylor Estados Unidos 3:54,95                                                 | Lisa Buckwitz · Alemania · 3:55,00                                                |
| Femenino doble (02.03)      | Lisa Buckwitz · Vanessa Mark · Alemania · 3:43,99                                              | Laura Nolte · Deborah Levi · Alemania · 3:44,04                                            | Kim Kalicki · Leonie Fiebig · Alemania · 3:44,27                                  |

## Skeleton
| Evento               | Oro                                                      | Plata                                               | Bronce                                               |
| -------------------- | -------------------------------------------------------- | --------------------------------------------------- | ---------------------------------------------------- |
| Masculino (23.02)    | Christopher Grotheer · Alemania · 3:44,91                | Matthew Weston Reino Unido 3:45,14                  | Yin Zheng China 3:45,92                              |
| Femenino (23.02)     | Hallie Clarke · Canadá · 3:51,27                         | Kim Meylemans · Bélgica · 3:51,49                   | Hannah Neise · Alemania · 3:51,53                    |
| Equipo mixto (24.02) | Hannah Neise · Christopher Grotheer · Alemania · 1:59,09 | Tabitha Stoecker Matthew Weston Reino Unido 1:59,21 | Jacqueline Pfeifer · Axel Jungk · Alemania · 1:59,31 |

## Medallero
| Núm. | País           | Oro | Plata | Bronce | Total |
| ---- | -------------- | --- | ----- | ------ | ----- |
| 1    | Alemania       | 6   | 3     | 6      | 15    |
| 2    | Canadá         | 1   | 0     | 0      | 1     |
| 3    | Reino Unido    | 0   | 2     | 0      | 2     |
| 4    | Bélgica        | 0   | 1     | 0      | 1     |
| 4    | Estados Unidos | 0   | 1     | 0      | 1     |
| 6    | China          | 0   | 0     | 1      | 1     |
|      | TOTAL          | 7   | 7     | 7      | 21    |